# Chung kết Cúp FA 2002
Chung kết Cúp FA 2002 là một trận đấu bóng đá giữa Arsenal và Chelsea vào ngày 4 tháng 5 năm 2002 trên Sân vận động Thiên niên kỷ, Cardiff. Đây là trận chung kết của Cúp FA 2001–02, mùa giải thứ 120 của giải đấu bóng đá lâu đời nhất thế giới, Cúp FA. Arsenal có trận chung kết thứ mười năm còn Chelsea là thứ bảy.
Trận chung kết diễn ra trước vòng đấu cuối cùng của Premier League. Arsenal đánh bại Manchester United ít ngày sau đó giành chức vô địch để hoàn thành cú đúp danh hiệu giải vô địch quốc gia và cúp quốc gia thứ hai dưới thời Arsène Wenger.

## Đường tới chung kết
| Vòng                                                            | Đối thủ            | Tỉ số |
| --------------------------------------------------------------- | ------------------ | ----- |
| 3                                                               | Watford (k)        | 2–4   |
| 4                                                               | Liverpool (n)      | 1–0   |
| 5                                                               | Gillingham (n)     | 5–2   |
| 6                                                               | Newcastle (k)      | 1–1   |
| 6                                                               | Newcastle (n)      | 3–0   |
| Bán kết                                                         | Middlesbrough (tl) | 1–0   |
| Chú thúc: (n) = Sân nhà; (k) = Sân khách; (tl) = Sân trung lập. |                    |       |

| Vòng                                                            | Đối thủ               | Tỉ số |
| --------------------------------------------------------------- | --------------------- | ----- |
| 3                                                               | Norwich City (k)      | 0–0   |
| 3                                                               | Norwich City (n)      | 4–0   |
| 4                                                               | West Ham (n)          | 1–1   |
| 4                                                               | West Ham (k)          | 3–2   |
| 5                                                               | Preston North End (n) | 3–1   |
| 6                                                               | Tottenham (k)         | 4–0   |
| Bán kết                                                         | Fulham (tl)           | 1–0   |
| Chú thúc: (n) = Sân nhà; (k) = Sân khách; (tl) = Sân trung lập. |                       |       |

## Trận đấu

### Chi tiết
| Arsenal                     | 2–0      | Chelsea |
| --------------------------- | -------- | ------- |
| Parlour 70' · Ljungberg 80' | Chi tiết |         |

| Arsenal | Chelsea |

|                  |    |                   |     |     |
|                  |    |                   |     |     |
| GK               | 1  | David Seaman      |     |     |
| RB               | 12 | Lauren            |     |     |
| CB               | 23 | Sol Campbell      |     |     |
| CB               | 6  | Tony Adams (c)    |     |     |
| LB               | 3  | Ashley Cole       |     |     |
| RM               | 11 | Sylvain Wiltord   |     | 89' |
| CM               | 15 | Ray Parlour       |     |     |
| CM               | 4  | Patrick Vieira    | 26' |     |
| LM               | 8  | Fredrik Ljungberg |     |     |
| SS               | 10 | Dennis Bergkamp   |     | 72' |
| CF               | 14 | Thierry Henry     | 75' | 81' |
| Dự bị:           |    |                   |     |     |
| GK               | 24 | Richard Wright    |     |     |
| DF               | 2  | Lee Dixon         |     |     |
| DF               | 5  | Martin Keown      |     | 89' |
| MF               | 17 | Edu               |     | 72' |
| FW               | 25 | Nwankwo Kanu      |     | 81' |
| Huấn luyện viên: |    |                   |     |     |
| Arsène Wenger    |    |                   |     |     |

|                  |    |                         |     |     |
|                  |    |                         |     |     |
| GK               | 23 | Carlo Cudicini          |     |     |
| RB               | 15 | Mario Melchiot          |     | 76' |
| CB               | 13 | William Gallas          |     |     |
| CB               | 6  | Marcel Desailly (c)     |     |     |
| LB               | 3  | Celestine Babayaro      |     | 45' |
| RM               | 30 | Jesper Grønkjær         |     |     |
| CM               | 8  | Frank Lampard           |     |     |
| CM               | 17 | Emmanuel Petit          |     |     |
| LM               | 14 | Graeme Le Saux          | 2'  |     |
| CF               | 22 | Eiður Guðjohnsen        | 91' |     |
| CF               | 9  | Jimmy Floyd Hasselbaink |     | 68' |
| Dự bị:           |    |                         |     |     |
| GK               | 1  | Ed de Goey              |     |     |
| DF               | 26 | John Terry              | 75' | 45' |
| MF               | 10 | Slaviša Jokanović       |     |     |
| MF               | 11 | Boudewijn Zenden        |     | 76' |
| FW               | 25 | Gianfranco Zola         |     | 68' |
| Huấn luyện viên: |    |                         |     |     |
| Claudio Ranieri  |    |                         |     |     |

| Cầu thủ xuất sắc nhất trận đấu - Fredrik Ljungberg (Arsenal) Trọng tài - Trợ lý trọng tài: - Glenn Turner (Derbyshire) - Ralph Bone (Kent) - Trọng tài thứ tư: Mark Halsey (Lancashire) | Điều lệ trận đấu - 90 phút. - 30 phút hiệp phụ nếu cần. - Sút luân lưu nếu tỉ số vẫn hòa. - Đăng ký năm cầu thủ dự bị. - Thay tối đa ba cầu thủ. |

### Số liệu thống kê
| Số liệu thống kê | Arsenal | Chelsea |
| ---------------- | ------- | ------- |
| Bàn thắng        | 2       | 0       |
| Kiểm soát bóng   | 56%     | 44%     |
| Sút trúng gôn    | 4       | 5       |
| Sút trượt gôn    | 6       | 3       |
| Sút bị cản phá   | 2       | 1       |
| Phạt góc         | 5       | 4       |
| Lỗi              | 15      | 14      |
| Việt vị          | 5       | 2       |
| Thẻ vàng         | 2       | 3       |
| Thẻ đỏ           | 0       | 0       |
| Nguồn:           |         |         |